# Pagurus redondoensis
Pagurus redondoensis är en kräftdjursart som beskrevs av Wicksten 1982. Pagurus redondoensis ingår i släktet Pagurus och familjen eremitkräftor. Inga underarter finns listade i Catalogue of Life.